# Tekovská Breznica
Tekovská Breznica (em húngaro: Barsberzence; alemão: Bresnitz an der Gran) é um município da Eslováquia, situado no distrito de Žarnovica, na região de Banská Bystrica. Tem 29,81 km² de área e sua população em 2018 foi estimada em 1.226 habitantes.

## Demografia
| Ano:        | 1994 | 2004   | 2014   | 2024   |
| ----------- | ---- | ------ | ------ | ------ |
| Broj ljudi: | 1355 | 1295   | 1247   | 1201   |
| Razlika:    |      | -4,42% | -3,70% | -3,68% |

| Ano:               | 2023 | 2024   |
| ------------------ | ---- | ------ |
| Número de pessoas: | 1199 | 1201   |
| Diferença:         |      | +0,16% |